# آنجلا لوچه
آنجلا لوچه (ایتالیایی: Angela Luce؛ زادهٔ ۳ دسامبر ۱۹۳۸) خواننده و بازیگر اهل ایتالیا است.
از فیلم‌ها یا برنامه‌های تلویزیونی که وی در آن نقش داشته‌است، می‌توان به عشق پردردسر، مأموران مخفی ویژه، بدهی زناشویی، مرد سال، دکامرون، بداندیش، شب دوم عروسی، با صدای بلند شلیک کن و بیگانه اشاره کرد.